# 青海天佑德自行车队
天佑德自行车队（UCI隊碼：TYD），是一支中国公路自行车队，在国际自行车联盟级別中属亚洲洲际车队。

## 队员名单

### 2022年
|      | 車手     | 出生日期       |
| ---- | -------- | -------------- |
| 中国 | 多杰才让 | 2000年7月1日   |
| 中国 | 李鸿波   | 2000年9月21日  |
| 中国 | 李虎     | 1998年6月5日   |
| 中国 | 李自森   | 1997年10月26日 |
| 中国 | 牛明辉   | 2002年6月12日  |

|      | 車手   | 出生日期      |
| ---- | ------ | ------------- |
| 中国 | 孙海林 | 2001年1月1日  |
| 中国 | 王建财 | 1994年12月5日 |
| 中国 | 袁占辉 | 1998年4月5日  |
| 中国 | 张志善 | 1994年7月3日  |
| 中国 | 朱鹏武 | 2001年1月27日 |

### 2021年
|      | 車手     | 出生日期               |
| ---- | -------- | ---------------------- |
| 中国 | 多杰才让 | 2000年7月1日（20歲）   |
| 中国 | 李虎     | 1998年6月5日（22歲）   |
| 中国 | 李自森   | 1997年10月26日（23歲） |
| 中国 | 切华才让 | 1999年4月8日（21歲）   |
| 中国 | 孙海林   | 2001年1月1日（20歲）   |

|      | 車手   | 出生日期               |
| ---- | ------ | ---------------------- |
| 中国 | 王建财 | 1994年12月5日（26歲）  |
| 中国 | 王明东 | 1997年5月15日（23歲）  |
| 中国 | 袁占辉 | 1998年4月5日（22歲）   |
| 中国 | 张金德 | 1993年10月13日（27歲） |
| 中国 | 张志善 | 1994年7月3日（26歲）   |

### 2020年
|          | 車手                | 出生日期               |
| -------- | ------------------- | ---------------------- |
| 中国     | 李虎                | 1998年6月5日（21歲）   |
| 中国     | 李自森              | 1997年10月26日（22歲） |
| 義大利   | 尼古拉斯·马里尼     | 1993年7月29日（26歲）  |
| 中国     | 切华才让            | 1999年4月8日（20歲）   |
| 伊朗     | 萨义德·萨法拉札德赫 | 1985年9月21日（34歲）  |
| 哥伦比亚 | 耶希特·希尔赫拉     | 1994年8月16日（25歲）  |
| 義大利   | 保罗·西米翁         | 1992年10月10日（27歲） |

|      | 車手   | 出生日期               |
| ---- | ------ | ---------------------- |
| 中国 | 孙海林 | 2001年1月1日（19歲）   |
| 中国 | 王建财 | 1994年12月5日（25歲）  |
| 中国 | 王明东 | 1997年5月15日（22歲）  |
| 中国 | 袁占辉 | 1998年4月5日（21歲）   |
| 中国 | 张金德 | 1993年10月13日（26歲） |
| 中国 | 张志善 | 1994年7月3日（25歲）   |

### 2019年
|          | 車手                | 出生日期               |
| -------- | ------------------- | ---------------------- |
| 中国     | 李虎                | 1998年6月05日（20歲）  |
| 中国     | 李自森              | 1997年10月26日（21歲） |
| 義大利   | 尼古拉斯·马里尼     | 1993年7月29日（25歲）  |
| 伊朗     | 法哈德·莫克塔里     | 1988年9月06日（30歲）  |
| 委內瑞拉 | 乔纳森·蒙塞夫       | 1989年6月28日（29歲）  |
| 中国     | 切华才让            | 1999年4月08日（19歲）  |
| 伊朗     | 萨义德·萨法拉札德赫 | 1985年9月21日（33歲）  |

|          | 車手            | 出生日期               |
| -------- | --------------- | ---------------------- |
| 哥伦比亚 | 耶希特·希尔赫拉 | 1994年8月16日（24歲）  |
| 中国     | 王建财          | 1994年12月05日（24歲） |
| 中国     | 王明东          | 1997年5月15日（21歲）  |
| 中国     | 袁占辉          | 1998年4月05日（20歲）  |
| 中国     | 张金德          | 1993年10月13日（25歲） |
| 中国     | 张志善          | 1994年7月03日（24歲）  |

- 希尔赫拉于2019年6月6日起加入。
- 法哈德于2019年9月25日起加入。

### 2018年
|          | 車手            | 出生日期               |
| -------- | --------------- | ---------------------- |
| 委內瑞拉 | 佩德罗·古铁雷斯 | 1989年8月8日（28歲）   |
| 中国     | 李虎            | 1998年6月5日（19歲）   |
| 中国     | 李自森          | 1997年10月26日（20歲） |
| 委內瑞拉 | 乔纳森·蒙塞夫   | 1989年6月28日（28歲）  |
| 委內瑞拉 | 雷夫·蒙塞夫     | 1987年1月24日（30歲）  |

|      | 車手   | 出生日期               |
| ---- | ------ | ---------------------- |
| 中国 | 王建财 | 1994年12月5日（23歲）  |
| 中国 | 王明东 | 1997年5月15日（20歲）  |
| 中国 | 袁占辉 | 1998年4月5日（19歲）   |
| 中国 | 张金德 | 1993年10月13日（24歲） |
| 中国 | 张志善 | 1994年7月3日（23歲）   |

- 古铁雷斯及李自森于2018年3月22日起加入。

### 2017年
|          | 車手          | 出生日期               |
| -------- | ------------- | ---------------------- |
| 義大利   | 丹尼尔·科里   | 1982年4月19日（34歲）  |
| 中国     | 董晓勇        | 1988年10月26日（28歲） |
| 中国     | 靳立源        | 1995年9月24日（21歲）  |
| 中国     | 李虎          | 1998年6月5日（18歲）   |
| 中国     | 李自森        | 1997年10月26日（19歲） |
| 委內瑞拉 | 约瑟·门多萨   | 1994年8月13日（22歲）  |
| 委內瑞拉 | 乔纳森·蒙塞夫 | 1989年6月28日（27歲）  |

|      | 車手   | 出生日期               |
| ---- | ------ | ---------------------- |
| 中国 | 王建财 | 1994年12月5日（22歲）  |
| 中国 | 王明东 | 1997年5月15日（19歲）  |
| 中国 | 王文志 | 1998年3月11日（18歲）  |
| 中国 | 吴生君 | 1987年6月18日（29歲）  |
| 中国 | 张金德 | 1993年10月13日（23歲） |
| 中国 | 张志善 | 1994年7月3日（22歲）   |

- 科里于2017年2月23日起加入。
- 蒙塞夫于2017年3月24日起加入。
- 门多萨于2017年6月29日起加入。

## 主要胜出赛事
2017年
环青海湖国际公路自行车赛总成绩（乔纳森·蒙塞夫）
环委内瑞拉自行车赛第1赛段（乔纳森·蒙塞夫）
环辛卡拉克自行车赛第5赛段（乔纳森·蒙塞夫）
2018年
环塔奇拉州自行车赛第10赛段（乔纳森·蒙塞夫）
2019年
环塔奇拉州自行车赛第4赛段（乔纳森·蒙塞夫）
2021年
环青海湖国际公路自行车赛第3赛段（王建财）
环青海湖国际公路自行车赛第6赛段（李自森）
环青海湖国际公路自行车赛第7赛段（袁占辉）
环青海湖国际公路自行车赛第8赛段（李自森）
环青海湖国际公路自行车赛总成绩（张志善）
2023年
环伊朗自行车赛第5赛段（萨义德·萨法拉札德赫）
环伊朗自行车赛总成绩（萨义德·萨法拉札德赫）

## 全国锦标赛冠军
2018年
 全国公路自行车锦标赛个人计时赛（佩德罗·古铁雷斯）
 全国公路自行车锦标赛个人公路赛（雷夫·蒙塞夫）
2019年
 全国公路自行车锦标赛个人计时赛（萨义德·萨法拉札德赫）
2023年
 全国公路自行车锦标赛个人计时赛（萨义德·萨法拉札德赫）
 全国公路自行车锦标赛个人公路赛（萨义德·萨法拉札德赫）